# Crocidura grandiceps
Crocidura grandiceps là một loài động vật có vú trong họ Chuột chù, bộ Soricomorpha. Loài này được Hutterer mô tả năm 1983. Chúng được tìm thấy ở Bénin, Bờ Biển Ngà, Ghana, Guinea, Liberia, Nigeria, và Togo.